# Belo Pole
Belo Pole (Бело Поле en macedònic) és un poble situat al centre de Macedònia del Nord, al municipi de Dòlneni. Segons un cens realitzat el 2002, el poble té una població de 197 habitants, tots ells considerats d'ètnia macedònica.